# Mario Tičinović
Mario Tičinović (Sinj, 20 augustus 1991) is een Kroatisch voetballer die bij voorkeur als rechtsback speelt. Hij tekende in 2015 bij Lokeren.

## Clubcarrière
Tičinović stroomde in 2008 door vanuit de jeugdopleiding van Hajduk Split. Op 22 april 2009 maakte hij zijn eerste competitiedoelpunt tegen NK Croatia Sesvete. Hij werd wegens gebrek aan speelminuten uitgeleend aan NK Karlovac en FC Nordsjælland. In 2012 maakte de rechtsachter definitief over de overstap naar de Deense club. In totaal speelde hij 96 competitiewedstrijden voor FC Nordsjælland, waarin hij vijf doelpunten maakte. In juli 2015 tekende Tičinović een vierjarig contract bij Lokeren.

## Interlandcarrière
Tičinović kwam uit voor verschillende Kroatische nationale jeugdelftallen. Hij speelde zes interlands voor Kroatië –21.